# Tra l'assurdo e la ragione

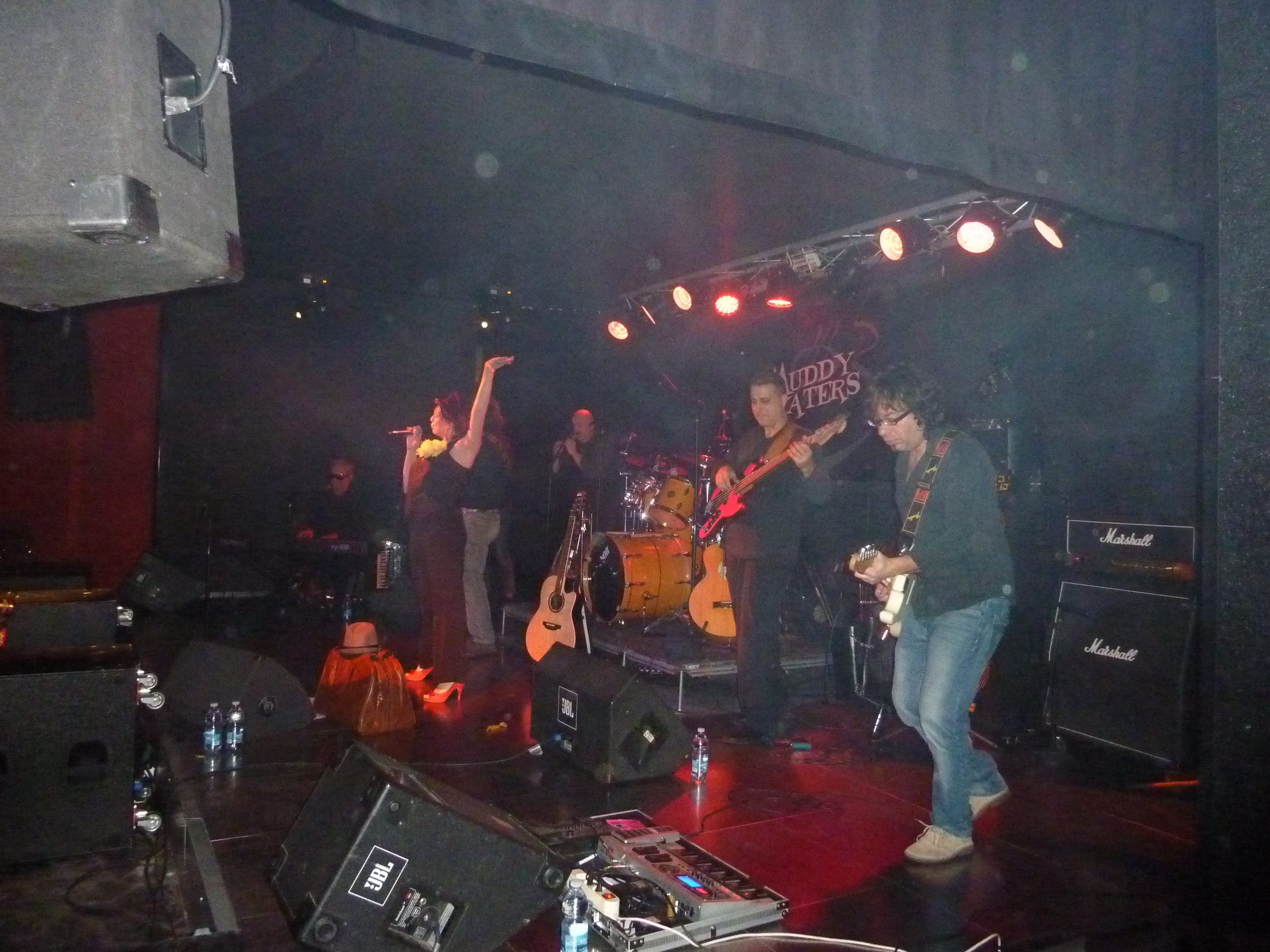
La nuova formazione in veste "folk" dal vivo.

Tra l'assurdo e la ragione è il primo album registrato con il progetto .folk dal Biglietto per l'Inferno dopo la sua ricostituzione.  Le musiche sono di Pilly Cossa i testi sono del cantante Claudio Canali.
L'album comprende un brano inedito più alcuni brani dei primi dischi pubblicati dalla band completamente riletti negli arrangiamenti e nei testi. L'album è pubblicato da AMS come CD e come LP 180g in vinile bianco a tiratura limitata.

## Tracce
1. Il tempo della semina – 7:53
2. Il Nevare – 6:54
3. Tra l'assurdo e la ragione – 3:26
4. L'amico suicida – 2:41
5. L'arte sublime di un giusto regnare – 4:52
6. Una strana regina – 7:05
7. Ansia – 5:29
8. Confessione – 7:06
9. Tarantella Integrale – 1:55

## Formazione
- Giuseppe Cossa (piano, organetto)
- Mauro Gnecchi (batteria)
- Enrico Fagnoni (basso, contrabbasso, basso acustico)
- Mariolina Sala (voce)
- Franco Giaffreda (chitarra)
- Carlo Redi (violino, mandolino)
- Renata Tomasella (flauti, ocarine)
- Ranieri Fumagalli (flauti, ocarine, cornamusa)
- Giuseppe Banfi (direzione artistica)